# 김윤진
김윤진(1973년 11월 7일 ~ )은 서울특별시에서 출생한 미국의 배우이다.

## 생애
김윤진은 1973년 서울에서 태어났다. 가족과 함께 10살 때부터 미국으로 이민가서, 뉴욕의 스태튼아일랜드에 거주하였다. 중학교 때 연극 클럽에 가입하여 뮤지컬로 실력을 다졌다. 뉴욕 맨해튼에 자리한 뉴욕 예술고등학교, 보스턴 대학교를 졸업했다. 뉴욕에 연극배우로 활동하며 배우로 데뷔를 준비하다 1996년 대한민국으로 귀국해 MBC 드라마 《화려한 휴가》로 데뷔하며 이름을 알렸다. 미국에서는 2004년 미국 TV 드라마 《로스트》에 캐스팅되어 유명해졌다. 2010년 3월 28일 자신의 소속사의 매니저이자 대표 박정혁과 하와이에서 결혼하였다. 미국 드라마 로스트를 촬영하면서 미국 진출의 한계를 느껴 미국 국적으로 귀화하였다.

### 배우 경력
김윤진은 졸업 후 MTV와 ABC, 오프 브로드웨이에서 활동하였다. 1996년부터 1998년까지 대한민국의 TV 드라마 《화려한 휴가》, 《웨딩드레스》 등에 출연하였으며, 1997년 《쉬리》를 통해 영화 배우로 데뷔하였다. 김윤진은 영어와 한국어에 모두 능통하여 미국에서도 관심을 받아, 2003년 7월 윌리엄 모리스 에이전시와 3년 계약을 맺었고, 2004년 미국 TV 드라마 《로스트》에서 권선화 역할로 캐스팅되어, 대한민국 출신 배우로는 처음으로 미국의 주요 TV 드라마에서 주연급 배우로 활약하여 2010년 종영될 때까지 출연하였다. 2007년에는 원신연 감독의 영화《세븐 데이즈》에 출연해 열연, 2008년 제45회 대종상 여우 주연상을 거머쥐었다. 2014년 영화 《국제시장》과 2017년 영화 《시간위의 집》에서 노인 역할을 선보였고, 《시간위의 집》에서는 옥택연과 찰떡궁합 연기 호흡을 맞췄다.

## 학력
- 뉴욕 예술고등학교 졸업
- 보스턴 대학교 졸업[7]

## 출연 작품

### 영화
| 연도 | 제목                   | 배역     | 비고     |
| ---- | ---------------------- | -------- | -------- |
| 1997 | 《윈디 시티》          |          |          |
| 1997 | 《죽이는 이야기》      | 여자배우 |          |
| 1999 | 《쉬리》               | 이명현   |          |
| 2000 | 《단적비연수》         | 연       |          |
| 2000 | 《러쉬》               | 서영     |          |
| 2002 | 《아이언 팜》          | 지니     |          |
| 2002 | 《예스터데이》         | 노희수   |          |
| 2002 | 《밀애》               | 미흔     |          |
| 2005 | 《6월의 일기》         | 서윤희   |          |
| 2007 | 《세븐 데이즈》        | 유지연   |          |
| 2007 | 《울밑에 선 봉선화》   | 윤진     |          |
| 2010 | 《하모니》             | 홍정혜   |          |
| 2011 | 《심장이 뛴다》        | 채연희   |          |
| 2012 | 《이웃사람》           | 송경희   |          |
| 2014 | 《국제시장》           | 오영자   |          |
| 2017 | 《시간위의 집》        | 강미희   |          |
| 2020 | 《담보》               | 명자     | 우정출연 |
| 2021 | 《자백》               | 양신애   |          |
| 2024 | 《도그데이즈》         | 정아     |          |
| 2025 | 《케이팝 데몬 헌터스》 | 셀린     |          |

### 드라마
| 연도      | 제목                        | 배역             | 비고 |
| --------- | --------------------------- | ---------------- | ---- |
| 1996      | 《화려한 휴가》             | 강미림           |      |
| 1996      | 《남자 셋 여자 셋》         |                  |      |
| 1997      | 《예감》                    | 장세영           |      |
| 1998      | 《웨딩드레스》              | 윤진아           |      |
| 1999      | 《유정》                    | 장희주           |      |
| 2004~2010 | 《로스트》                  | 권선화 / 백선화  |      |
| 2013~2016 | 《미스트리스》              | 카렌 킴          |      |
| 2018      | 《미스 마: 복수의 여신》    | 미스 마 / 마지원 |      |
| 2017      | 《란제리 소녀시대》         | 정희의 친 어머니 |      |
| 2022      | 《종이의 집: 공동경제구역》 | 선우진           |      |
| 2023      | 《엑스오, 키티》            | 지나             |      |
| 2025      | 《맨 끝줄 소년》            | 안은주           |      |

### 게임
| 연도 | 제목                    | 역할      | 비고 |
| ---- | ----------------------- | --------- | ---- |
| 2007 | 《로스트: 비아 도무스》 | 권선화    |      |
| 2012 | 《슬리핑 독스》         | 티파니 김 |      |

## 수상 및 후보
| 연도   | 시상식                       | 부문                                  | 작품                         | 결과 |
| ------ | ---------------------------- | ------------------------------------- | ---------------------------- | ---- |
| 1999년 | 제35회 백상예술대상          | 영화부문 여자 신인연기상              | 쉬리                         | 후보 |
| 1999년 | 제22회 황금촬영상            | 신인여우상                            | 쉬리                         | 수상 |
| 1999년 | 제20회 청룡영화상            | 신인여우상                            | 쉬리                         | 후보 |
| 1999년 | 제36회 대종상                | 신인여우상                            | 쉬리                         | 수상 |
| 1999년 | 제19회 한국영화평론가협회상  | 신인여우상                            | 쉬리                         | 수상 |
| 2000년 | 제21회 청룡영화상            | 여우조연상                            | 은행나무 침대 2 - 단적비연수 | 후보 |
| 2002년 | 제7회 여성관객영화상         | 최고의 여자배우상                     | 밀애                         | 수상 |
| 2002년 | 제23회 청룡영화상            | 여우주연상                            | 밀애                         | 수상 |
| 2002년 | 제5회 디렉터스 컷 시상식     | 올해의 연기상                         | 밀애                         | 수상 |
| 2003년 | 제39회 백상예술대상          | 영화부문 여자 최우수연기상            | 밀애                         | 후보 |
| 2003년 | 제40회 대종상                | 여우주연상                            | 밀애                         | 후보 |
| 2006년 | 제12회 미국배우조합상        | TV 드라마 시리즈 부문 앙상블상        | 로스트                       | 수상 |
| 2006년 | 아시안 엑셀런스 어워즈       | TV부문 최우수 아시아 여자 배우상      | 로스트                       | 수상 |
| 2007년 | MSN 세계정상급미녀           | 22인 선정                             | 빈칸                         | 수상 |
| 2007년 | 제28회 청룡영화상            | 베스트드레서                          | 빈칸                         | 수상 |
| 2007년 | 세상을 밝게 만든 100인 선정  | 빈칸                                  | 빈칸                         | 수상 |
| 2007년 | 제1회 대한민국영화연기대상   | 한국을 빛낸 영화배우상                |                              | 수상 |
| 2008년 | 제44회 백상예술대상          | 영화부문 여자 최우수연기상            | 세븐데이즈                   | 후보 |
| 2008년 | 제5회 맥스무비 최고의 영화상 | 최고의 여자배우상                     | 세븐데이즈                   | 수상 |
| 2008년 | 제29회 청룡영화상            | 여우주연상                            | 세븐데이즈                   | 후보 |
| 2008년 | 제7회 대한민국 영화대상      | 여우주연상                            | 세븐데이즈                   | 후보 |
| 2008년 | 제45회 대종상                | 여우주연상                            | 세븐데이즈                   | 수상 |
| 2008년 | 제2회 아시안 필름 어워드     | 여우주연상                            | 세븐데이즈                   | 후보 |
| 2014년 | 제8회 실종 아동의 날 행사    | 보건복지부장관 표창                   |                              | 수상 |
| 2015년 | 제52회 대종상                | 여우주연상                            | 국제시장                     | 후보 |
| 2015년 | 제8회 서울노인영화제         | 영화 속 최고의 커플상                 | 국제시장                     | 수상 |
| 2017년 | 한국영화배우협회             | 한국영화를 빛낸 스타상                | 시간위의 집                  | 수상 |
| 2017년 | 제1회 더 서울 어워즈         | 영화부문 여우주연상                   | 시간위의 집                  | 후보 |
| 2018년 | SBS 연기대상                 | 주말 일일드라마부문 여자 최우수연기상 | 미스 마: 복수의 여신         | 후보 |